# Lebedîn, Korop
Lebedîn (în ucraineană Лебедин) este un sat în comuna Nehaiivka din raionul Korop, regiunea Cernihiv, Ucraina.

## Demografie
Componența lingvistică a localității Lebedîn
     Ucraineană (96,61%)
     Rusă (3,39%)
Conform recensământului din 2001, majoritatea populației localității Lebedîn era vorbitoare de ucraineană (96,61%), existând în minoritate și vorbitori de rusă (3,39%).